# Fear of a Black Planet
| Recensione                    | Giudizio |
| ----------------------------- | -------- |
| Allmusic                      | [ 4 ]    |
| Chicago Tribune               |          |
| Entertainment Weekly          | A−       |
| Encyclopedia of Popular Music | [ 5 ]    |
| The Guardian                  | [ 6 ]    |
| NME                           | 10/10    |
| Pitchfork                     | 10/10    |
| Q                             | [ 9 ]    |
| Rolling Stone                 |          |
| The Rolling Stone Album Guide | [ 10 ]   |
| Piero Scaruffi                | 7/10     |
| The Village Voice             | A−       |

Fear of a Black Planet è il terzo album in studio del gruppo hip hop newyorkese Public Enemy, pubblicato dalla Def Jam/Columbia nel 1990.

## Descrizione
Fear of a Black Planet contiene tematiche ancora più sbilanciate verso l'organizzazione e il rafforzamento della comunità afro-americana contro i soprusi dei bianchi, denunciando la condizione sociale di inferiorità della comunità nera ai tempi dell'uscita dell'album.
Il disco debuttò alla posizione numero 40 nella classifica Billboard 200 negli Stati Uniti, vendendo un milione di copie nella prima settimana di pubblicazione. Successivamente raggiunse la posizione numero 10 e venne certificato disco di platino dalla RIAA. Alla sua uscita, Fear of a Black Planet ricevette un generale encomio da parte della critica musicale e da allora è considerato uno dei capolavori del genere hip hop. Nel 2003, l'album è stato classificato alla posizione numero 300 nella lista dei 500 migliori album di sempre redatta dalla rivista Rolling Stone; 302ª nell'aggiornamento del 2012 e 176ª nella terza revisione del 2020 della stessa lista.
Nel 2004 la Biblioteca del Congresso degli Stati Uniti d'America ha inserito Fear of a Black Planet nel National Recording Registry, per alti meriti "culturali, storici o estetici".

### Antefatti
Nel 1988 i Public Enemy avevano pubblicato il loro secondo album It Takes a Nation of Millions to Hold Us Back con grande successo di pubblico e critica. Le loro dense strutture musicali, fornite dal team produttivo The Bomb Squad, esemplificarono una nuova estetica di produzione nell'hip hop. I controversi e politicamente scorretti testi di Chuck D, includono riferimenti a figure politiche quali Assata Shakur e Nelson Mandela, e agli insegnamenti del leader della Nation of Islam Louis Farrakhan, che intensificarono l'affiliazione del gruppo al nazionalismo nero e allo stesso Farrakhan.
Il successo di It Takes a Nation aiutò l'ascesa dell'hip hop come forma d'arte riconosciuta e rispettata anche sociopoliticamente e non solo musicalmente, nonostante le critiche dei media.
Nel maggio 1989 Chuck D, Hank Shocklee dei Bomb Squad e il giornalista Bill Stepheny stavano negoziando con varie case discografiche per ottenere un accordo produttivo con una major, il loro obiettivo da quando i Public Enemy erano nati agli inizi degli anni ottanta. Mentre erano nel pieno delle negoziazioni, il membro del gruppo Professor Griff fece alcune dichiarazioni antisemite in un'intervista con il The Washington Times, nella quale dichiarò che gli ebrei erano la causa della "maggior parte della malvagità nel mondo". Di conseguenza i Public Enemy furono sommersi dalle critiche da parte di mass media, organizzazioni religiose e critici rock "liberal", che aggiunsero alle accuse nei confronti della band anche il razzismo, l'omofobia e la misoginia.
Nel mezzo della controversia, Chuck D ricevette un ultimatum da parte di Schocklee e Stepheny che volevano l'immediata estromissione di Griff dal gruppo o l'accordo produttivo sarebbe saltato. Egli licenziò Griff in giugno, ma lo riammise nella band in seguito dopo che Griff negò di essere antisemita e si scusò pubblicamente per le sue dichiarazioni. Svariate persone che avevano lavorato con i Public Enemy espressero perplessità sulla leadership di Chuck D all'interno del gruppo e sulle sue abilità come portavoce. Il direttore della Def Jam Bill Adler disse in seguito che le polemiche "in parte ... alimentarono la scrittura [dell'album]".
Per dare un seguito a It Takes a Nation of Millions to Hold Us Back, il gruppo cercò di fare un lavoro più focalizzato sul tema e di condensare le teorie sul razzismo del dott. Frances Cress Welsing in un album discografico. Secondo Chuck D, questo comportò "dire alla gente che il colore della pelle è un problema creato e inventato per trarre vantaggio da persone di varie caratteristiche per il vantaggio di pochi". Egli ricordò il concetto alla base dell'album in un'intervista con Billboard: «Volevamo davvero uscire con un album profondo e complesso ... più adatto agli alti e bassi di una grande performance sul palco». Chuck D citò anche le circostanze commerciali dell'hip hop dell'epoca, che si era velocemente trasformato da un mercato improntato ai singoli a uno più orientato verso gli album. Nel corso di un'intervista concessa a Westword, egli disse in seguito: «Abbiamo capito l'entità di ciò che era un album, quindi abbiamo deciso di creare qualcosa che non solo incarnava lo standard di un album, ma avrebbe resistito alla prova del tempo essendo diverso come suoni e trame».

### Registrazione

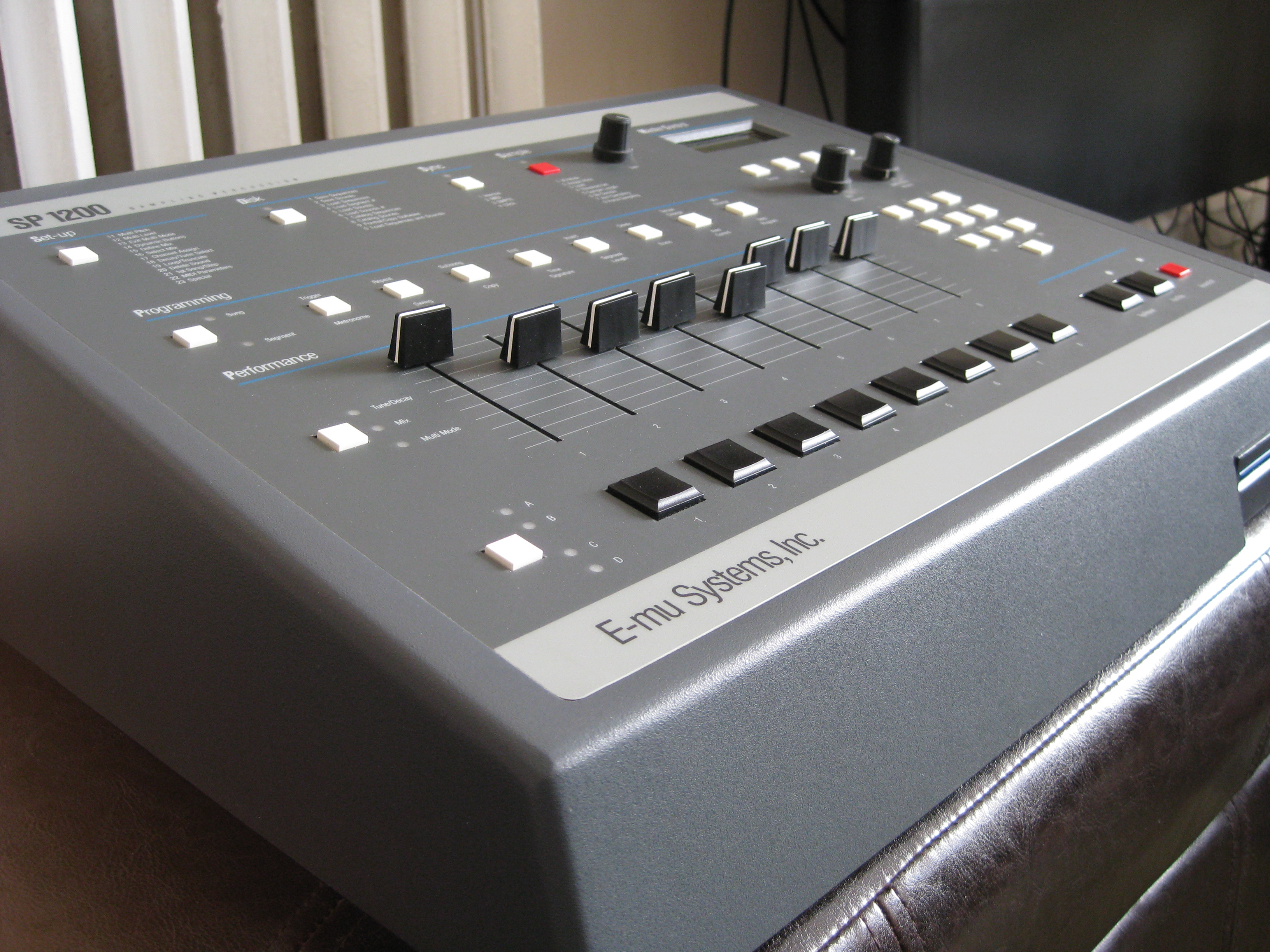
Un campionatore e drum machine E-mu SP-1200, utilizzato da The Bomb Squad per l'album

Le sedute di registrazione per l'album ebbero luogo dal giugno all'ottobre 1989 presso gli studi Greene Street Recording a New York, The Music Palace di West Hempstead, New York, e Spectrum City Studios a Long Island, New York. Fear of a Black Planet fu prodotto interamente dai The Bomb Squad, intensificando ed espandendo l'uso dei sample musicali e del cosiddetto "wall of noise" (muro di rumore) utilizzato nel precedente album del gruppo, It Takes a Nation of Millions to Hold Us Back (1988).
Impiegando un metodo eleaborato, i Bomb Squad riconfigurarono e ricontestualizzarono i frammenti sonori più disparati, mentre espandevano il loro repertorio di campioni traendoli dalla radio o da altre fonti. Secondo Hank Shocklee: «Quando parli del tipo di campionamento fatto dai Public Enemy, abbiamo dovuto setacciare migliaia di dischi per trovare forse cinque buoni pezzi. E quando abbiamo iniziato a mettere insieme quei pezzi, il suono è diventato molto più denso». I Bomb Squad utilizzarono diversi apparecchi inclusi una drum machine E-mu SP-1200, un campionatore Akai S900 e un computer Macintosh. Chuck D ricordò che il "95% delle volte sembrava tutto un casino. Ma c'era il 5% di magia che poi salvava tutto". Shocklee paragonò il loro stile produttivo al cinema "con diversi effetti di luce, velocità della pellicola e altro", mentre Chuck D paragonò il processo creativo a quello di un artista che crea il verde dal giallo e dal blu. Dato che il team di produzione improvvisava i ritmi, gran parte dell'album venne composto sul momento. In un'intervista del 1990, Chuck aggiunse: «Ci avviciniamo a ogni disco come se fosse un dipinto. A volte, sulla scheda audio, dobbiamo avere una scheda separata solo per elencare i campioni per ogni traccia. Abbiamo utilizzato circa 150, forse 200 campioni in Fear of a Black Planet».
Dopo la sincronizzazione dei campionamenti, i Bomb Squad iniziarono la sequenza dei brani di quello che all'inizio era un album apparentemente discontinuo, tra dissidi interni. Il missaggio audio si svolse presso lo studio Greene St. Recording e durò fino al febbraio 1990.

### Contenuti
But he never meant shit to me you see.

Straight up racist that sucker was,

Simple and plain.

Motherfuck him and John Wayne,

Cause I'm Black and I'm proud!»

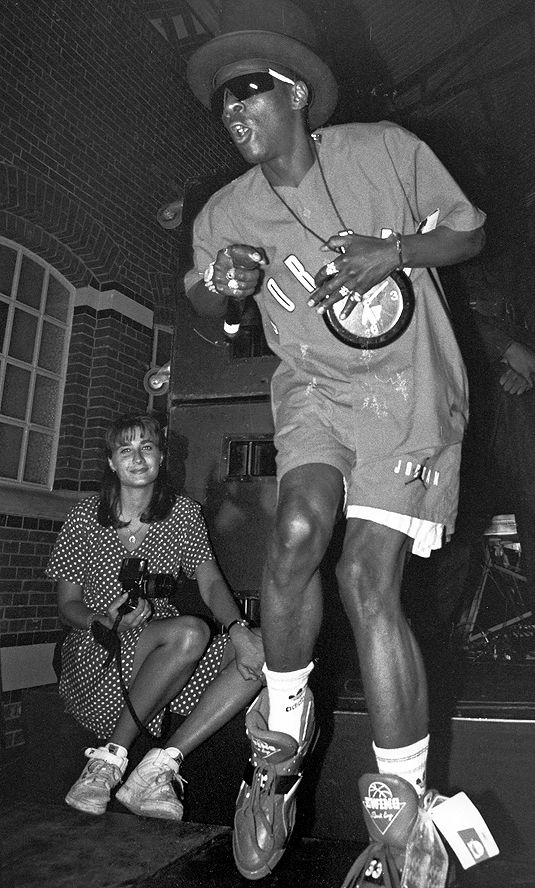
Flavor Flav (1991), rapper principale in 911 Is a Joke e Can't Do Nuttin' for Ya Man

Ma non ha mai significato un cazzo per me.

Era uno stronzo razzista,

Puro e semplice.

Fanculo lui e John Wayne,

Perché sono nero e ne sono fiero!»
(Fight the Power - Public Enemy)
Fear of a Black Planet contiene numerosi riferimenti a temi sociali inerenti al razzismo e la presa di coscienza delle comunità nere negli Stati Uniti e nel mondo. Nel suo libro Somebody Scream!: Rap Music's Rise to Prominence in the Aftershock of Black Power (2009), l'autore Marcus Reeves afferma che il disco: «È tanto un assalto in musica al razzismo in America, quanto una chiamata alle armi affinché tutti i neri si ribellino ad esso». Il controverso singolo Welcome to the Terrordome contiene dei riferimenti all'omicidio del sedicenne Yusef Hawkins e ai disordini di Virginia Beach del 1989, e la risposta di Chuck D ai leader della comunità ebraica che protestavano contro i Public Enemy per le affermazioni antisemite fatte dal membro del gruppo Professor Griff. Chuck D affronta la controversia dal punto di vista di qualcuno al centro dei disordini politici, con critiche ai media e riferimenti alla crocifissione di Gesù Cristo: «Crucifixion ain't no fiction / So called chosen frozen / Apology made to who ever pleases / Still they got me like Jesus» ("La crocifissione non è una finzione / Agghiacciati i cosiddetti eletti / Scuse fatte a chi si comporta sempre bene / Eppure mi hanno trattato come Gesù"). Chuck D è anche critico nei confronti dei neri che "incolpano qualcun altro delle proprie disgrazie o non si prendono le loro responsabilità": «Every brother ain't a brother / 'cause a Black hand squeezed on Malcolm X the man / the shootin of Huey Newton / from the hand of Nig who pulled the trigger» ("Ciascun fratello non è tale / perchè una mano nera ha schiacciato l'uomo Malcolm X / l'omicidio di Huey Newton / per mano di un negro che ha premuto il grilletto"). Il suo lirismo presenta virtuosismi rap vertiginosi e rime interne: «Lazer, anastasia, maze ya / Ways to blaze your brain and train ya [...] Sad to say I got sold down the river / Still some quiver when I deliver / Never to say I never knew or had a clue / Word was heard, plus hard on the boulevard / Lies, scandalizin', basin' / Traits of hate who's celebratin' wit Satan?» ("Laser, anestesia, ti confondono / Mezzi per illuminarti la mente e insegnarti [...] Spiacente ma sono di quelli venduti al fiume / C'è ancora chi trema quando mi esprimo / Non si può dire che io non abbia mai capito né avuto un'idea / Il verbo è stato ascoltato, duro anche nel viale / Menzogne, scandali, volgarità / Battute odiose chi fa festa con Satana?"). Tra i molti campionamenti inseriti nella canzone ci sono vari spezzoni di brani di James Brown e una parte di chitarra proveniente da Psychedelic Shack dei Temptations. John Bush di AllMusic cita la traccia quale "apice dello stile produttivo dei Bomb Squad e una delle migliori performance rap di Chuck D in assoluto".
La traccia d'apertura, Contract on the World Love Jam, è un collage sonoro costituito da campionamenti, scratch, e spezzoni di trasmissioni radiofoniche, interviste e spot pubblicitari registrati da Chuck D. La traccia che fa salire la "tensione" introduce la produzione densa e basata sui campionamenti dell'album. Secondo Chuck D, il brano contiene "circa 45-50 campioni di voci" che si intrecciano come parte di un collage sonoro assertivo e sottolineano i temi esplorati nelle tracce successive. Incident at 66.6 FM, altro collage che sfocia in Welcome to the Terrordome, contiene estratti da un'intervista radiofonica di Chuck D e allude alla persecuzione da parte dei media dei Public Enemy.
Burn Hollywood Burn, che include l'apporto dei due ospiti d'eccezione Ice Cube e Big Daddy Kane, critica gli stereotipi verso le persone di colore utilizzati nei film di Hollywood, dove i neri erano chiamati ad interpretare solamente ruoli di camerieri, selvaggi, servi o prostitute, e Who Stole the Soul? condanna l'industria discografica per lo sfruttamento perpetrato ai danni degli artisti neri.
911 Is a Joke è una denuncia dell'inefficienza del numero di pronto intervento americano (quando a chiamarlo è un nero bisognoso d'aiuto).
Anti-Nigger Machine punta il dito contro la brutalità della polizia nei confronti dei neri, definendo le autorità una "macchina ammazza-negri".
Il titolo dell'album stesso e l'omonima title track, Fear of a Black Planet ("Paura di un pianeta nero"), sono un riferimento alla paura dei bianchi di vivere in un pianeta sempre più popolato da persone di colore, con particolare accento sull'orrore dei razzisti verso le "coppie miste". La canzone parla della classificazione razziale e delle origini della paura dei bianchi nei confronti degli afroamericani. Nella canzone, Chuck D afferma che i bianchi non dovrebbero preoccuparsi perché l'uomo primitivo era nero e veniva dall'Africa, quindi "i bianchi derivano dai neri e non c'è bisogno di essere confusi". Il pezzo include un campionamento vocale del comico e attivista per i diritti civili Dick Gregory che dice: «Black man, black woman, black baby / white man, black woman, black baby?» ("Uomo nero, donna nera, bambino nero / Uomo bianco, donna nera, bambino nero?"). Anche il brano Pollywanacraka tratta delle relazioni interraziali, inclusi i neri che lasciano le loro comunità per andare a sposare delle borghesi bianche, e l'opinione della società sulla questione: «But this system had no wisdom / The devil split us in pairs / and taught us white is good, black is bad / and black and white is still too bad» ("Ma questo sistema è privo di buonsenso / il diavolo ci ha diviso a coppie / e ci ha insegnato che il bianco è buono, il nero è cattivo / e il bianco e nero è ancora più cattivo"). Meet the G That Killed Me include un linguaggio omofobo e condanna l'omosessualità: «Man to man / I don't know if they can / From what I know / The parts don't fit» ("Uomo con uomo / non so se è possibile / da quello che so / le parti non combaciano").

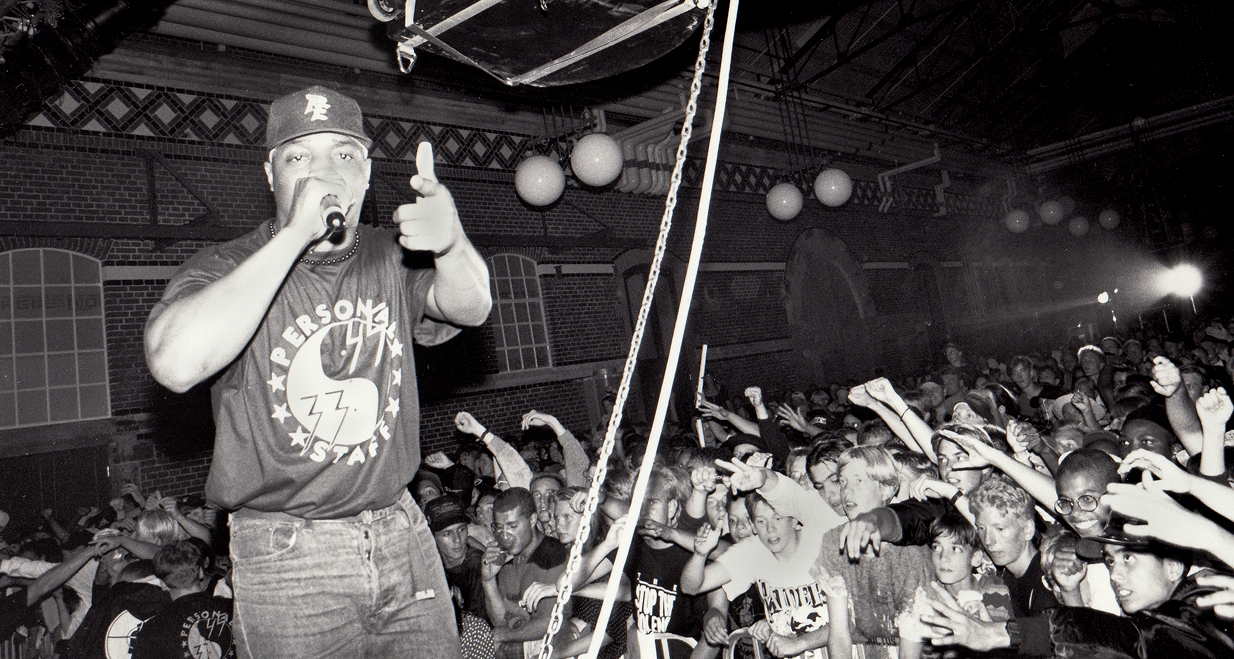
I Public Enemy volevano creare un album che si avvicinasse maggiormente alle loro dinamiche esibizioni dal vivo dell'epoca (Chuck D in un concerto del 1991)

Canzoni come Fight the Power, con il suo celebre attacco alla figura di Elvis Presley definito "uno stronzo razzista", Power to the People, e Brothers Gonna Work It Out propongono un rifiuto degli stereotipi culturali imposti dai bianchi e auspicano la reazione da parte della comunità nera. Nello specifico Fight the Power presenta una retorica rivoluzionaria da parte di Chuck D e fu usata dal regista Spike Lee come leitmotif nel suo acclamato film Fa' la cosa giusta del 1989, che narra delle tensioni razziali nel quartiere di Brooklyn. Lee approcciò il gruppo nel 1988 dopo la pubblicazione di It Takes a Nation con la proposta di incidere una canzone per la colonna sonora del suo film. Chuck D scrisse gran parte di Fight the Power cercando di adattare a una moderna prospettiva la canzone omonima degli Isley Brothers. Oltre a Elvis nella canzone viene attaccato anche John Wayne, altra icona dell'America bianca. Un testo del genere, che all'epoca scioccò ed offese molti ascoltatori, esprime l'identificazione di Presley con il razzismo — personalmente o simbolicamente — e l'idea largamente diffusa tra i neri che Presley, le cui performance musicali e visive dovevano molto a fonti afroamericane, ottenne ingiustamente il riconoscimento culturale e il successo commerciale in gran parte negato ai suoi colleghi neri nel rock and roll. L'attacco a John Wayne invece, fa riferimento alle controverse opinioni personali dell'attore, comprese le osservazioni razziste da lui fatte nel corso di un'intervista rilasciata alla rivista Playboy nel 1971. Fight the Power da allora è diventata la canzone più nota del gruppo ed è stata nominata una delle migliori canzoni di tutti i tempi da numerose pubblicazioni.
Revolutionary Generation celebra la forza e la resistenza delle donne afroamericane con un testo vicino al femminismo, cosa insolita nel mondo dell'hip hop dell'epoca. Il pezzo punta l'indice anche contro il sessismo all'interno della comunità afroamericana e la misoginia insita nella cultura hip hop.
Power to the People ha un tempo di approssimativamente 125 battiti al minuto, ritmi veloci di drum machine Roland TR-808, e include elementi di electro-boogie. Affrontando la loro situazione a cavallo degli anni novanta, Brothers Gonna Work It Out contiene suoni cacofonici e affronta il tema dell'unità tra gli afroamericani, con Chuck D che esorta: «Brothers that try to work it out / They get mad, revolt, revise, realize / They're superbad / Small chance a smart brother's gonna be a victim of his own circumstance» ("I fratelli che cercano di mettere le cose a posto / si incazzano, si ribellano, rettificano, capiscono / Sono fortissimi / Poche possibilità che un fratello intelligente possa essere vittima delle proprie circostanze"). Richard Harrington del The Washington Post scrisse che brani come War at 33⅓ e Fight the Power "possono sembrare una chiamata alle armi, ma in realtà sono una chiamata all'azione politica, un messaggio di presa di coscienza e un'esortazione all'unità sociale".
Can't Do Nuttin' for Ya Man ha un testo che sostiene l'autosufficienza degli afroamericani e denuncia la dipendenza dallo stato sociale assistenziale. Il brano riflette anche l'esperienza diretta di Flavor Flav con suoi conoscenti dei quartieri poveri. Circa l'ispirazione per la canzone egli disse: «Ero nella mia Corvette in viaggio da Long Island per il Bronx. Stavo scivolando. Stavo arrostendo. Voglio dire, ero pazzo fumato. E tutti continuavano a chiedermi cose, eppure nessuno voleva darmi niente. Quindi, se qualcuno mi chiedesse qualcosa, direi, "Yo, non posso fare niente per te amico". La cosa ha iniziato a girarmi in testa: "Non posso fare nulla per te amico, um ahh um um ahh". Così sono andato a raccontarlo a Chuck. Lui mi disse: "Registra subito quella merda amico!"». Secondo Tom Moon, in entrambe le canzoni dell'album da lui interpretate come rapper principale, Flavour Flav "ha un tono di sarcasmo che funge da "pausa", cruciale nell'economia dell'album, una gradita tregua dall'assalto militante di Chuck D".

## Pubblicazione
Originariamente prevista per l'ottobre 1989, la pubblicazione di Fear of a Black Planet avvenne il 10 aprile 1990 su etichetta Def Jam Recordings e Columbia Records. Sebbene It Takes a Nation avesse fatto guadagnare grande visibilità ai Public Enemy presso il pubblico nero e la stampa musicale, molte stazioni radio si rifiutarono di trasmettere i singoli del gruppo a causa dei testi controversi. Questo portò il co-fondatore della Def Jam Russell Simmons a cercare tattiche promozionali alternative. Per pubblicizzare Fear of a Black Planet, egli reclutò giovani per affligere manifesti, poster e attaccare adesivi della band per le strade, mentre Simmons stesso si incontrò con vari DJ di locali notturni e direttori della programmazione nelle radio universitarie per convincerli a trasmettere tracce dell'album come Fight the Power, Welcome to the Terrordome e 911 Is a Joke. Come singoli, i brani furono pubblicati il 4 luglio 1989, nel gennaio 1990, e in aprile, rispettivamente. Due altri singoli uscirono in seguito — Brothers Gonna Work It Out in giugno e Can't Do Nuttin' for Ya Man in ottobre.
Negli Stati Uniti Fear of a Black Planet debuttò alla posizione numero 40 nella classifica Billboard Top Pop Albums. Raggiunse la quarta posizione in Gran Bretagna restando in classifica per dieci settimane, mentre in Canada, l'album raggiunse la posizione numero 15. Nel luglio 1990, il disco aveva venduto 1.5 milioni di copie negli Stati Uniti, dove alla fine raggiunse il decimo posto in classifica.
Le polemiche suscitate dai singoli Fight the Power e Welcome to the Terrordome aiutarono Fear of a Black Planet a superare le vendite dei due precedenti album del gruppo, Yo! Bum Rush the Show e It Takes a Nation of Million to Hold Us Back. L'album contribuì all'esplosione commerciale della musica hip hop negli anni novanta, nonostante i limitati passaggi radiofonici. Il successo del disco rese i Public Enemy gli artisti di punta della Def Jam Recordings all'epoca. In un articolo del dicembre 1990 apparso sul Chicago Sun-Times, lo scrittore Michael Corcoran discusse del successo commerciale dei Public Enemy facendo notare che "più della metà dei 2 milioni di fan che hanno comprato [Fear of a Black Planet] sono bianchi".

## Tracce
1. Contract on the World Love Jam (strumentale) - 1:44
2. Brothers Gonna Work It Out - 5:07
3. 911 Is a Joke - 3:17
4. Incident at 66.6 FM (strumentale) - 1:37
5. Welcome to the Terrordome - 5:25
6. Meet the G That Killed Me - 0:44
7. Pollywanacraka - 3:52
8. Anti-Nigger Machine - 3:17
9. Burn Hollywood Burn - 2:47
10. Power to the People - 3:50
11. Who Stole the Soul? - 3:49
12. Fear of a Black Planet - 3:45
13. Revolutionary Generation - 5:43
14. Can't Do Nuttin' for Ya Man - 2:46
15. Reggie Jax - 1:35
16. Leave This off Your Fuckin Charts (strumentale) - 2:31
17. B Side Wins Again - 3:45
18. War at 33 1/3 - 2:07
19. Final Count of the Collison Between Us and the Damned (strumentale) - 0:48
20. Fight the Power - 4:42

## Formazione
- Agent Attitude – performer
- Kamarra Alford – assistente ingegnere del suono
- Jules Allen – fotografie
- Big Daddy Kane – rapper
- The Bomb Squad – produzione
- Mike Bona – fonico, mixing
- Brother James I – performer
- Brother Mike – performer
- Chris Champion – assistente ingegnere del suono
- Chuck D – arrangiamenti, direzione, produzione, rapper, sequencing
- Jody Clay – assistente ingegnere del suono
- Tom Conway – assistente ingegnere del suono
- The Drawing Board – direzione artistica
- Paul Eulin – fonico, mixing
- Flavor Flav – rapper
- Dave Harrington – assistente ingegnere del suono
- Robin Holland – fotografie
- Rod Hui – fonico, mixing
- Ice Cube – rapper
- James Bomb – performer
- B.E. Johnson – copertina
- Steve Loeb – ingegnere del suono
- Branford Marsalis – sax
- Dave Patillo – assistente ingegnere del suono
- Alan "JJ/Scott" Plotkin – fonico, mixing, voci
- Professor Griff – rapper
- Eric "Vietnam" Sadler – arrangiamenti, direzione, programming, produzione, sequencing
- Nick Sansano – ingegnere del suono, mixing
- Paul Shabazz – programming
- Christopher Shaw – fonico, mixing
- Hank Shocklee – arrangiamenti, direzione, produzione, sequencing
- Keith Shocklee – arrangiamenti, direzione, produzione, sequencing
- James Staub – assistente ingegnere del suono
- Terminator X – scratching
- Ashman Walcott – fotografie
- Howie Weinberg – mastering
- Russell Winter – fotografie
- Wizard K-Jee – scratching
- Dan Wood – fonico, mixing
- Kirk Yano – fonico